# Brunška Gora
Brunška Gora je naselje v Občini Radeče. Leži med Hotemežem, Brunkom in Goreljcami.